# Villaquejida (kommunhuvudort)
Villaquejida är en kommunhuvudort i Spanien.   Den ligger i provinsen Provincia de León och regionen Kastilien och Leon, i den nordvästra delen av landet, 250 km nordväst om huvudstaden Madrid. Villaquejida ligger 725 meter över havet och antalet invånare är 1 019.
Terrängen runt Villaquejida är huvudsakligen platt. Villaquejida ligger nere i en dal. Runt Villaquejida är det glesbefolkat, med 13 invånare per kvadratkilometer. Närmaste större samhälle är Benavente, 17,2 km söder om Villaquejida. Trakten runt Villaquejida består till största delen av jordbruksmark.